# Château de Lods
Le château de Lods est un château, ancienne maison forte, situé sur la commune de Lods dans le département français du Doubs, en Franche-Comté.

## Localisation
Le château est situé en bordure du village de Lods.

## Histoire
Le château est une ancienne maison-forte des XIIIe, XIVe et XVe siècle, propriété des seigneurs de Thoraise afin de contrôler la route du sel, en contre haut de la Loue. Au cours des époques, il change souvent de propriétaires : comtes de Montbéliard, seigneurs de Montfaucon, Jacques de Thoraise, Nicolas Perrenot de Granvelle, cardinal Antoine Perrenot de Granvelle ainsi que diverses autres personnalités et familles auront le château dans leur domaine.
Le logis du château est modernisé au XVIe siècle.
Le château bénéficie d'une inscription au titre des monuments historiques depuis le 20 novembre 2003.

## Architecture
Le bâtiment, de plan en équerre, est monté sur deux étages dans lesquels se trouvent notamment trois salles voûtées au rez-de-chaussée, les restes d'une chapelle, des anciennes latrines, des embrasures de tir. À l'extérieur, une cour est soutenue par un mur qui conserve l'encorbellement d'une tourelle.
À L'intérieur, une des salles possède un plafond à la française.